# GE Transportation

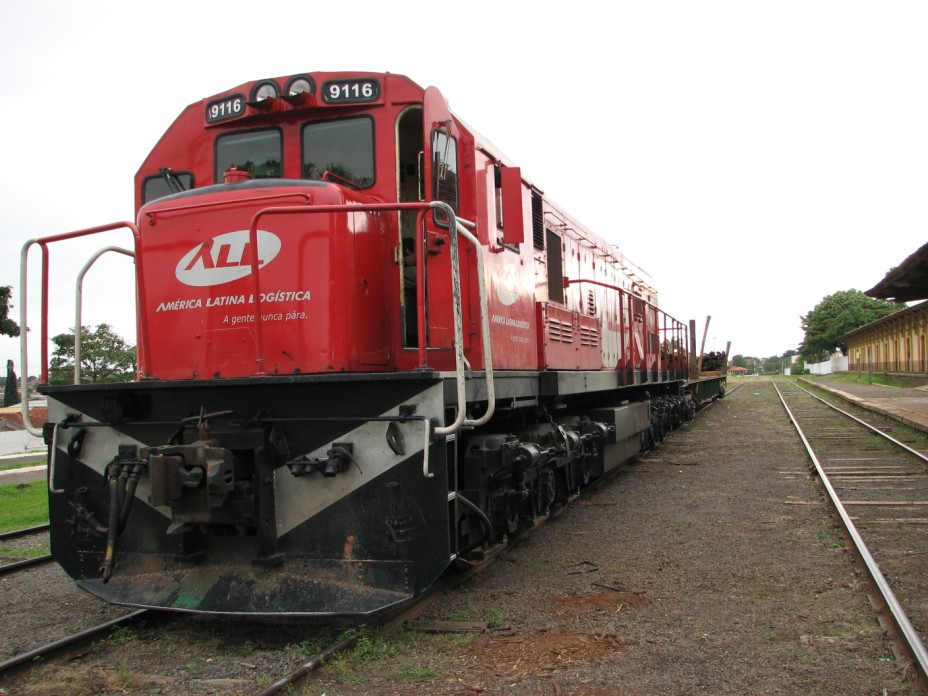
GE U26C de frente

GE Transportation é uma divisão da Wabtec destinada a produzir locomotivas, assim como equipamentos pesados para mineração, prospecção marítima, motores navais e estacionários e aerogeradores. Sua primeira locomotiva foi fabricada em 1913. Em 2007 a empresa completou 100 anos de existência, caracterizando-se como um dos mais antigos setores de atuação da GE.
Além de fabricadas em Erie, (Pensilvânia), pela GE Transportation, as locomotivas GE foram ou são fabricadas ou montadas sob licença pela:
- GE do Brasil, atual GEVISA - (Brasil)
- Goninan - (Austrália)
- Krupp AG e ADTranz - (Alemanha)
- Babcock & Wilcox e CAF - (Espanha),
- Baume-et-Marpent - (Bélgica)
- Nippon Sharyo - (Japão)
- Pakistan Locomotive Factory - Risalpur - (Paquistão)
- Dorbyl Transport Products, agora DCD-DORBYL - (África do Sul)
- PT GE Lokindo - (Indonésia)
- GE Montreal - (Canadá)
- Oficinas da N de M - (México)
- Turquia